# Яна (река, впадает в Охотское море)
Я́на (в верховье Левая Яна) — река на Дальнем Востоке России, в Ольском районе Магаданской области. Образуется слиянием Правого Рога и Левого Рога на высоте 857,2 м, впадает в Охотское море. Длина реки — 134 км. Площадь водосборного бассейна — 8660 км².
Область вокруг реки Яна — ареал бурых медведей. Прибрежная тундра в устье реки известна птицами (длиннопалый песочник и бекас). Это также ареал сибирского углозуба.
В устье находится село Тауйск, соединённое с дорогой на Магадан паромной переправой (не работает во время отлива). Село Тауйск было основано в 1652 году и является одним из старейших населённых пунктов Магаданской области. Рядом находится посёлок Яна.
Название реки вероятно произошло от корякского яяӈа — «яранга».

## Притоки
Объекты перечислены по порядку от устья к истоку.
- 2 км: река без названия
- 2 км: Ланковая
- 26 км: река без названия
- 34 км: река без названия
- 34 км: Чинувчан
- 37 км: Момолтыкич
- 44 км: Бледный
- 47 км: Сеймкан
- 67 км: Медведица
- 69 км: река без названия
- 78 км: Ягодный
- 82 км: Неожиданный
- 91 км: Нараули
- 93 км: Поворотный
- 119 км: Налтай
- 124 км: Хурчан
- 131 км: Последний
- 134 км: Правая Яна
- 142 км: река без названия
- 152 км: Красный
- 158 км: Мыгдыкит
- 166 км: Встречный
- 171 км: Звериная
- 172 км: Затерянный
- 174 км: Медвежий
- 179 км: Буралкит
- 184 км: Канительный
- 190 км: Левый Рог
- 190 км: Правый Рог